# Blumberger Wald
Koordinaten: 53° 13′ 6″ N, 14° 6′ 35″ O
Der Blumberger Wald ist ein 310,45 ha großes Naturschutzgebiet im Landkreis Uckermark in Brandenburg. Es liegt westlich von und direkt anschließend an Blumberg, einem Ortsteil der Gemeinde Casekow. 
Das Gebiet, das ein Teil des Landschaftsschutzgebietes Blumberger Forst ist, steht seit dem 16. Mai 1990 unter Naturschutz. 